# Simona Waltert
Simona Waltert (født 13. december 2000 i Chur, Schweiz) er en professionel kvindelig tennisspiller fra Schweiz.